# Zelman Cowen
Sir Zelman Cowen (Melbourne, 7 ottobre 1919 – Toorak, 8 dicembre 2011) è stato un giurista e politico australiano, governatore generale dell'Australia dal 1977 al 1982.
Precedentemente aveva ricoperto altri incarichi amministrativi ed accademici: dal 1966 al 1970 è stato vice-rettore dell'Università del New England, mentre dal 1970 al 1977 è stato vice-rettore dell'Università del Queensland.
Dal 1982 al 1990 inoltre è stato Provost dell'Oriel College.